# Lozen
Lozen (1840 circa – 17 giugno 1889) è stata una guerriera nativa americana della tribù Tchihende.
Nata nella tribù Tchihende durante gli anni '40 del diciannovesimo secolo, Lozen era, secondo la leggenda, in grado di usare i suoi poteri in battaglia per imparare i movimenti del nemico.
Suo fratello Victorio, uno dei capi della tribù Tchihende, la presentò al capo Apache Nana con queste parole "Lozen è la mia mano destra... forte come un uomo, più coraggiosa della maggior parte, ed è astuta nella strategia. Lozen è uno scudo per il suo popolo".

## Storia
Sul finire degli anni '70, Lozen combatté al fianco del fratello Victorio quando lui e la sua banda si ribellarono agli americani che si erano appropriati della loro terra intorno alla Black Mountain nel Nuovo Mexico occidentale.
Mentre gli Apache fuggivano dalle forze americane, Lozen fu un punto di riferimento per la sua tribù e aiutò donne e bambini, congelati dalla paura, a guadare il Rio Grande. James Kaywaykla, all'epoca bambino, così ricorda l'avvenimento:
Alla fine della campagna di Victorio, Lozen lasciò la banda per scortare una neomamma e il suo neonato in un pericoloso viaggio attraverso il deserto di Chihuahua dal Messico alla riserva Mescalero, dovendo quindi avventurarsi in un territorio occupato dalle forze della cavalleria messicana e statunitense. Con sé aveva solo un fucile, un coltello e cibo sufficiente per appena tre giorni. Quando Lozen raggiunse la riserva, apprese che le forze messicane e Tarahumara sotto il comandante messicano Joaquin Terrazas avevano ucciso Victorio e la maggior parte dei suoi guerrieri nella battaglia di Tres Castillos, combattuta su tre colline pietrose nel nord-est del Chihuahua.
Sapendo che i sopravvissuti avrebbero avuto bisogno di lei, Lozen lasciò immediatamente la riserva Mescalero e cavalcò da sola verso sud-ovest attraverso il deserto, territorio pattugliato dai militari statunitensi e messicani. Si riunì alla banda decimata nella Sierra Madre Occidentale, ora guidata dal capo anziano Nana.
Lozen combatté accanto a Geronimo dopo la sua fuga dalla riserva di San Carlos nel 1885, nell'ultima campagna delle guerre Apache. La banda era braccata con ferocia dalla cavalleria avversaria e, secondo la leggenda, Lozen avrebbe usato il suo potere per individuare i nemici.
Nel 1885 Geronimo fuggì dalla riserva insieme a Lozen e 140 uomini, poiché iniziarono a circolare voci che i loro leader sarebbero stati imprigionati nell'isola di Alcatraz. Lozen e Dahteste iniziarono a negoziare dei trattati di pace con gli americani, uno dei quali prevedeva che i leader Apache sarebbero stati imprigionati per due anni e poi avrebbero riavuto la libertà. I leader americani rifiutarono il trattato di pace e Lozen e Dahteste continuarono a negoziare. Si scoprì, tuttavia, che tutti i Chiricahua erano stati presi e mandati in Florida. L'unico modo per ricongiungersi ai propri parenti, dunque, era dirigersi verso est: i guerrieri Apache, allora, accettarono di arrendersi e deposero le armi. Cinque giorni dopo erano su un treno diretto in Florida. Finita sotto la custodia americana, Lozen viaggiò come prigioniera di guerra verso Mount Vernon, nello stato dell'Alabama. Come molti altri guerrieri Apache tenuti prigionieri, morì in carcere di tubercolosi, il 17 giugno 1889.

## Riferimenti nella cultura di massa
Lozen è uno dei personaggi principali del romanzo The Hebrew Kid and the Apache Maiden, scritto da Robert J. Avrech ed edito da Seraphic Press nel 2006.
Figura, inoltre, come personaggio di altri romanzi, come ad esempio:
- The Warrior's Path, romanzo del 1998 di Karl Lassiter
- Victorio's War, romanzo di John Wilson pubblicato nel 2012
- Ours, romanzo del 2008 di Philippe Morvan